# Райнхард Иргл
Райнхард Иргл (на немски: Reinhard Jirgl) е немски писател, автор на романи, разкази и есета.

## Биография
Райнхард Иргл е роден на 16 януари 1953 г. в Източен Берлин. Прекарва детството си при своята баба в Залцведел, Саксония-Анхалт. През 1964 г. на 11-годишна възраст се завръща при родителите си в Берлин, и двамата по професия преводачи.
От 1970 г. за Иргл започва трудов живот и полага матура във вечерно
училище. От 1971 до 1975 г. следва електроника в Хумболтовия университет на Берлин. Завършва като дипломиран инженер и работи в изследователски институт при Академията на науките на ГДР в Берлин. През 1978 г. изоставя нелюбимата си професия и става осветител и сервизен техник в театъра „Берлинер фолксбюне“.

## Творчество
Дълго време Райнхард Иргл трябва да пише „за чекмеджето“, понеже ръкописите му се отхвърлянт от цензурата в ГДР. Първи значими подтици за творчество намира през 1978 г. в „Берлинер фолксбюне“, където се сближава с писателя Хайнер Мюлер. За свои теоретически образци и духовни поддръжници Иргл смята Мишел Фуко, Жорж Батай, Ернст Юнгер и Карл Шмит, които оказват важно влияние за „интелектуалното контра-съществуване“ в ГДР.
Първият завършен прозаичен текст на Иргл „Мама-Татко-Роман“ (Mutter Vater Roman) е отхвърлен от „Ауфбау Ферлаг“ по идеологически причини. Други пет ръкописа, възникнали преди „промяната“, остават неиздадени.
Две десетилетия по-късно Иргл обобщава тогавашното си положение „като писател без публика“ така: „Историята на моите литературни усилия през годините преди 1990 е история на официално присъдена смърт чрез задушаване.“
След 1996 г. Иргл живее в Берлин като писател на свободна практика. Член е на немския ПЕН клуб, а от 2009 г. – на Немската академия за език и литература.
От началото на 2017 г. Райнхард Иргл се оттегля напълно от обществения живот. Отказва се от литературни четения и други изяви, а също от „публикуването на бъдещите му ръкописи. Всички новосъздадени текстове остават негово частно притежание“.

## Награди и отличия
- 1990: „Награда Ана Зегерс“
- 1993: „Награда Алфред Дьоблин“
- 1994: „Марбургска литературна награда“
- 1994: Stipendium im Künstlerdorf Schöppingen
- 1995: Stipendium des Berliner Kultursenats
- 1996: Alfred-Döblin-Stipendium
- 1997: Stipendium im Künstlerhof Schreyahn
- 1998: Johannes-Bobrowski-Medaille
- 1998: Stipendium des Heinrich-Heine-Hauses der Stadt Lüneburg
- 1999: „Награда Йозеф Брайтбах“
- 2002: Stipendium des Deutschen Literaturfonds
- 2003: „Кранихщайнска литературна награда“
- 2003: „Литературна награда на Рейнгау“
- 2004: Deutsche Schillerstiftung
- 2004: „Награда Дедалус“ за разказ
- 2006: „Бременска литературна награда“
- 2007: Stipendium im Künstlerhaus Edenkoben
- 2007/08: Stadtschreiber von Bergen
- 2009: „Награда Лион Фойхтвангер“
- 2009: „Награда Гримелсхаузен“ für Die Stille
- 2010: „Награда Георг Бюхнер“
- 2011: Sudetendeutscher Kulturpreis für Literatur